# Derek Cecil
Derek Cecil (Amarillo, 5 gennaio 1973) è un attore statunitense, attivo prevalentemente in televisione.

## Biografia
Cecil si è laureato all'Università di Houston e all'American Conservatory Theater di San Francisco. È uno dei membri fondatori della Rude Mechanicals Theater Company di New York.
È noto soprattutto per i suoi ruoli da protagonista in serie televisive dei primi anni duemila cancellate dopo pochi episodi come The Beat, Pasadena e Push, Nevada, o più recentemente per quello regolare di Seth Grayson in House of Cards - Gli intrighi del potere, per il quale è stato candidato due volte agli Screen Actors Guild Award.

## Filmografia

### Cinema
- Men in Black II, regia di Barry Sonnenfeld (2002)
- Pretend, regia di Julie Talen (2003)
- Mall Cop, regia di David Greenspan (2005)
- The Killing Floor - Omicidio ai piani alti (The Killing Floor), regia di Gideon Raff (2007)
- Reunion, regia Alan Hruska (2008)
- L'inverno dei sogni infranti (Winter of Frozen Dreams), regia di Erik Mandelbaum (2009)
- The Next Three Days, regia di Paul Haggis (2010)
- Café, regia di Marc Erlbaum (2010)
- Friends with Kids, regia di Jennifer Westfeldt (2011)
- Parker, regia di Taylor Hackford (2013)
- Mutual Friends, regia di Matthew Watts (2013)
- Family Games, regia di Suzuya Bobo (2018)
- The Tomorrow Man, regia di Noble Jones (2019)

### Televisione
- Falsa verità (The Unspoken Truth), regia di Peter Werner – film TV (1995)
- Nash Bridges – serie TV, episodio 3x18 (1998)
- The Beat – serie TV, 13 episodi (2000)
- Law & Order - Unità vittime speciali (Law & Order: Special Victims Unit) – serie TV, episodi 2x08-20x20 (2000-2019)
- The $treet – serie TV, episodi 1x10-1x11 (2001)
- Pasadena – serie TV, 11 episodi (2001)
- Push, Nevada – serie TV, 7 episodi (2002)
- Law & Order - I due volti della giustizia (Law & Order) – serie TV, episodi 16x04, 19x07, 22x05 (2005-2023)
- Masters of Horror – serie TV, episodio 1x12 (2006)
- Gossip Girl – serie TV, episodio 1x11 (2007)
- Recount, regia di Jay Roach – film TV (2008)
- Fringe – serie TV, episodio 1x02 (2008)
- Mercy – serie TV, episodio 1x04 (2009)
- The Good Wife – serie TV, episodio 1x05 (2009)
- Grey's Anatomy – serie TV, episodio 6x18 (2010)
- Law & Order: Criminal Intent – serie TV, episodio 9x06 (2010)
- Treme – serie TV, 7 episodi (2011-2012)
- Too Big to Fail - Il crollo dei giganti (Too Big to Fail), regia di Curtis Hanson – film TV (2011)
- Unforgettable – serie TV, episodio 1x09 (2011)
- Banshee - La città del male (Banshee) – serie TV, 6 episodi (2013-2014)
- Zero Hour – serie TV, episodio 1x10 (2013)
- House of Cards - Gli intrighi del potere (House of Cards) – serie TV, 50 episodi (2014-2018)
- Black Monday – serie TV, episodi 1x08-2x02 (2019-2020)
- The Outsider – miniserie TV, 8 puntate (2020)
- The First Lady – serie TV, 4 episodi (2022)
- Jack Ryan - serie TV, 6 episodi (2023-in corso)
- Lezioni di chimica (Lessons in Chemistry) – miniserie TV, 5 puntate (2023)

## Doppiatori italiani
Nelle versioni in italiano dei suoi lavori, Derek Cecil è stato doppiato da:
- Riccardo Rossi in House of Cards - Gli intrighi del potere, Jack Ryan
- Francesco Bulckaen in Law & Order - I due volti della giustizia (ep. 16x03)
- Gianfranco Miranda in Law & Order - I due volti della giustizia (ep. 19x04)
- Stefano Onofri in Fringe
- Fabrizio Odetto in The Good Wife
- Fabrizio Manfredi in Grey's Anatomy
- Luca Ghignone in Law & Order: Criminal Intent
- Francesco Pezzulli in Banshee - La città del male
- Andrea Lavagnino in The Outsider
- Francesco De Francesco in The First Lady
- Simone Mori in Law & Order - Unità vittime speciali (ep. 20x20)
- Riccardo Scarafoni in Law & Order - I due volti della giustizia (ep. 22x15)

## Riconoscimenti
- Screen Actors Guild Award
  - 2015 – Candidatura al miglior cast in una serie drammatica per House of Cards - Gli intrighi del potere
  - 2016 – Candidatura al miglior cast in una serie drammatica per House of Cards - Gli intrighi del potere